# 45-та гвардійська мотострілецька дивізія (СРСР)
45-та гвардійська мотострілецька дивізія (45 гв. МСД, в/ч 02511) — з'єднання мотострілецьких військ Радянської армії, що існувало у 1934—1992 роках.
Після розпаду СРСР дивізія увійшла до складу Збройних сил РФ.

## Історія
Утворена у 1934 році в місті Куйбишеві як 70-та територіальна стрілецька дивізія.
16 жовтня 1942 року перетворена на 45-ту гвардійську ордена Леніна дивізію.
У 1956 році переформована на мотострілецьку. У 1965 перейменована 45-у гвардійську мотострілецьку дивізію.
Після розпаду СРСР дивізія увійшла до складу Збройних сил РФ.